# George Brent
George Brent (ur. 15 marca 1899, zm. 26 maja 1979) – irlandzki aktor filmowy i telewizyjny.

## Wybrana filmografia
seriale
- 1949: Fireside Theatre
- 1954: Studio 57 jako Paul Winterton
- 1955: Stage 7 jako Profesor
- 1956: Wire Service jako Dean Evans / Gene Evans
- 1959: Rawhide jako Jefferson Devereaux

film
- 1930: Under Suspicion jako Inspektor Turner
- 1932: So Big! jako Roelf Pool
- 1936: Złota strzała jako Johnny Jones
- 1937: Alarm na morzu jako komandor porucznik Dan Matthews
- 1939: Mroczne zwycięstwo
- 1942: Takie nasze życie jako Craig Fleming
- 1952: Montana Belle jako Tom Bradfield
- 1978: Born Again jako Sędzia Gerhard Gesell

## Wyróżnienia
Posiada dwie gwiazdy na Hollywoodzkiej Alei Gwiazd.